# Панамский кризис (1885)
Панамский кризис 1885 года — эпизод гражданской войны в Соединённых Штатах Колумбии 1884—1885 годов.

## Предыстория
В 1846 году Республика Новая Гранада и Североамериканские Соединённые Штаты подписали Договор о мире, дружбе, мореплавании и торговле, в соответствии с которым Соединённые Штаты обязывались гарантировать нейтралитет Панамского перешейка и свободное передвижение по нему между Тихим и Атлантическим океанами.
В 1883 году завершилась Вторая тихоокеанская война, в ходе которой Чили победило Боливию и Перу, поддерживаемых Соединёнными Штатами Америки. Чили не желали появления конкурента в тихоокеанских водах, и когда в 1881 году перуанские власти попытались передать Чимботе Соединённым Штатам для создания там военно-морской базы — чилийские войска оккупировали город.

## Ход событий
В 1884—1885 годах в Соединённых Штатах Колумбии разразилась очередная гражданская война. В марте 1885 года колумбийское правительство было вынуждено ослабить своё военное присутствие на Панамском перешейке, перебросив оттуда войска для борьбы с повстанцами в Картахене. Тогда 16 марта местные повстанцы заняли Колон, и в результате последующих боёв город был уничтожен.
В целях выполнения обязательств по договору 1846 года, 7 апреля в город Панама прибыл американский винтовой шлюп «Шенандоа», а три дня спустя другие американские корабли начали прибывать в Колон. 27 апреля американская морская пехота высадилась в городе Панама, чтобы отбить город у повстанцев, захвативших его пока правительственные войска были переброшены на возвращение Колона. На следующий день прибыли колумбийские правительственные войска, посланные из ближайшего порта Буэнавентура.
В ответ на американскую интервенцию чилийское правительство 10 апреля послало из Вальпараисо бронепалубный крейсер «Эсмеральда», прибывший в город Панама 28 апреля. Капитан крейсера Хуан Лопес Лерманда имел приказ: любой ценой предотвратить аннексию Панамы Соединёнными Штатами Америки.
Однако к моменту прибытия чилийцев кризис в Панаме уже разрешился. Американцы покинули город Панама, который 30 апреля был занят колумбийскими правительственными войсками. Повлияло ли прибытие чилийцев на действия представителей США — неясно, однако крейсер «Эсмеральда» являлся в тот момент сильнейшим кораблём на Тихом океане (в августе 1885 года одна американская газета написала, что «этот корабль мог бы уничтожить весь наш флот, один корабль за другим, а сам остаться нетронутым»).